# Tipula (Bellardina) rupicola
Tipula (Bellardina) rupicola is een tweevleugelige uit de familie langpootmuggen (Tipulidae). De soort komt voor in het Nearctisch gebied.